# Antonio Manzini
Antonio Manzini (Roma, 7 agosto 1964) è un attore, sceneggiatore, regista e scrittore italiano.
VITA PRIVATA
Antonio Manzini si è sposato nel 2012 con Toni Tommasi con cui si erano conosciuti nel 1998 quando Manzini era  un aspirante attore e lei la responsabile del cast della serie Linda e il Brigadiere, andando poi a vivere in campagna nel comune di Soriano nel Cimino in provincia di Viterbo. Toni Tommasi è morta a causa di un tumore il 6 giugno 2024.

## Biografia
Ha studiato recitazione all'Accademia nazionale d'arte drammatica, diplomandosi nel 1988. Lavora prevalentemente come attore cinematografico e televisivo. In TV ha interpretato fra gli altri ruoli l'ispettore Tucci in Linda, il brigadiere e... e Serpico in Tutti per Bruno.
Ha anche lavorato come regista in alcuni film e cortometraggi e come sceneggiatore dei film Il siero della vanità (di Alex Infascelli del 2004) e Come Dio comanda (di Gabriele Salvatores del 2008).
Ha pubblicato diversi racconti e romanzi gialli: Sangue marcio e La giostra dei criceti sono i suoi primi lavori. Con Sellerio editore Palermo, Antonio Manzini dà alla stampa racconti e romanzi che hanno come protagonista il Vicequestore Rocco Schiavone, poliziotto fuori dagli schemi, poco attento al potere ed alle forme. Rocco Schiavone è il protagonista di una serie di romanzi, oltre che di racconti presenti in antologie poliziesche (alcuni dei quali poi raccolti nel volume Cinque indagini romane per Rocco Schiavone, vincitore del Premio Chiara 2016). Dal 2016 è sceneggiatore della serie Rai di Rocco Schiavone, interpretato da Marco Giallini.
Il 20 ottobre 2016 Chiarelettere pubblica il suo nuovo libro Orfani bianchi, opera incentrata sui figli delle badanti provenienti dell'est Europa.

## Filmografia

### Regista
- Vuoto a perdere (1995) cortometraggio
- Intolerance (1996) (segmento "Gruppo di famiglia in un esterno")
- Appunti di questi giorni 1943-1944 (1996)
- Cristian e Palletta contro tutti (2016)

### Sceneggiatore
- Il siero della vanità (2004)
- Come Dio comanda (2008)
- Benvenuti a tavola - Nord vs Sud (2013)
- Cristian e Palletta contro tutti (2016)

### Attore
- Nulla ci può fermare, regia di Antonello Grimaldi (1989)
- Classe di ferro – serie TV, episodio La sfida(1991)
- Un medico in famiglia – serie TV (1998-1999)
- Due volte nella vita, regia di Emanuela Giordano (1998)
- Gialloparma, regia di Alberto Bevilacqua (1999)
- I giudici - Excellent Cadavers, regia di Ricky Tognazzi – film TV (1999)
- Meglio tardi che mai, regia di Luca Manfredi – film TV (1999)
- Titus, regia di Julie Taymor (1999)
- Linda, il brigadiere e... – serie TV, 4 episodi (2000)
- Distretto di Polizia – serie TV, episodio 1x08 (2000)
- Una storia qualunque, regia di Alberto Simone – film TV (2000)
- Le ragazze di Piazza di Spagna 3 – serie TV (2000)
- Una donna per amico 3 – miniserie TV (2001)
- Non è giusto, regia di Antonietta De Lillo (2001)
- Vento di ponente – serie TV (2002)
- L'altra donna, regia di Anna Negri – film TV (2002)
- Vento di ponente 2 – serie TV (2003)
- Casa famiglia – serie TV, 1 episodio (2003)
- E io ti seguo, regia di Maurizio Fiume (2003)
- Marcinelle, regia di Andrea e Antonio Frazzi – film TV (2003)
- Tartarughe sul dorso, ruolo di Stefano Pasetto (2004)
- Ad occhi aperti, regia di Lorenza Indovina – cortometraggio (2004)
- Il resto di niente (2004)
- Distretto di Polizia – serie TV, 22 episodi (2005-2010)
- R.I.S. - Delitti imperfetti – serie TV, episodio 2x01-2x13 (2006)
- Basta un niente, regia di Ivan Polidoro (2006)
- Sottocasa – serie TV
- Noi due, regia di Enzo Papetti (2007)
- Crimini bianchi – serie TV (2008)
- Tutti per Bruno – serie TV  (2010)
- Immaturi, regia di Paolo Genovese (2010)
- Tutta colpa di Freud, regia di Paolo Genovese (2014)
- Cristian e Palletta contro tutti, regia di Antonio Manzini (2016)

## Opere

### Serie del vicequestore di PoliziaRocco Schiavone

#### Romanzi
- Pista nera, Palermo, Sellerio, 2013.
- La costola di Adamo, Palermo, Sellerio, 2014.
- Non è stagione, Palermo, Sellerio, 2015.
- Era di maggio, Palermo, Sellerio, 2015.
- 7-7-2007, Palermo, Sellerio, 2016.
- Pulvis et umbra, Palermo, Sellerio, 2017.
- Fate il vostro gioco, Palermo, Sellerio, 2018.
- Rien ne va plus, Palermo, Sellerio, 2019.
- Ah l'amore l'amore, Palermo, Sellerio, 2020.
- Vecchie conoscenze, Palermo, Sellerio, 2021.
- Le ossa parlano, Palermo, Sellerio, 2022.
- ELP, Palermo, Sellerio, 2023.
- Riusciranno i nostri eroi a ritrovare l'amico misteriosamente scomparso in Sud America?, Palermo, Sellerio, 2023.
- Il passato è un morto senza cadavere, Palermo, Sellerio, 2024.

#### Racconti
- L'accattone, racconto nell'antologia Capodanno in giallo, Palermo, Sellerio, 2012.
- Le ferie d'agosto, racconto nell'antologia Ferragosto in giallo, Palermo, Sellerio, 2013.
- La ruzzica de li porci, racconto nell'antologia Carnevale in giallo, Palermo, Sellerio, 2013.
- Buon Natale, Rocco!, racconto nell'antologia Regalo di Natale, Palermo, Sellerio, 2013.
- Rocco va in vacanza, racconto nell'antologia Vacanze in giallo, Palermo, Sellerio, 2014.
- Castore e Polluce, racconto nell'antologia Turisti in giallo, Palermo, Sellerio, 2015.
- L'anello mancante, racconto nell'antologia La crisi in giallo, Palermo, Sellerio, 2015.
- ...e palla al centro, racconto nell'antologia Il calcio in giallo, Palermo, Sellerio, 2016.
- Senza fermate intermedie, racconto nell'antologia Viaggiare in giallo, Palermo, Sellerio, 2017.
- L'eremita, racconto nell'antologia Un anno in giallo, Palermo, Sellerio, 2017.
- L'amore ai tempi del Covid-19, racconto, Palermo, Sellerio, 2020. (e-book disponibile in formato epub e pdf gratuito con l’invito a contribuire con una donazione libera a sostegno del lavoro dell’Ospedale Spallanzani di Roma)
- Confini, racconto nell’antologia Una settimana in giallo, Palermo, Sellerio, 2021.
- Quota 2.050 s.l.m., racconto nell’antologia Una notte in giallo, Palermo, Sellerio, 2022.
- Killing Food, racconto nell’antologia Cucina in giallo, Palermo, Sellerio, 2023.
- Schiavone e Caterina, Palermo, Sellerio, 2024. [racconto sul loro amore e sesso]

### Romanzi autonomi
- Sangue marcio, Roma, Fazi, 2005; Collana Thriller, Milano, Piemme, 2025, ISBN 979-12-238-0069-0.
- La giostra dei criceti, Torino, Einaudi, 2007.
- Orfani bianchi, Milano, Chiarelettere, 2016.
- Gli ultimi giorni di quiete, Palermo, Sellerio, 2020.
- La mala erba, Palermo, Sellerio, 2022.
- Tutti i particolari in cronaca, Collana Il Giallo Mondadori, Milano, Mondadori, 2024, ISBN 978-88-047-7566-9.

### Altri racconti
- Babbo Natale, racconto nell'antologia Storie di Natale, Palermo, Sellerio, 2016.
- Ogni riferimento è puramente casuale, Palermo, Sellerio, 2019. [7 racconti]
- La scacchiera, racconto nell'antologia Cinquanta in Blu. Storie, Palermo, Sellerio, 2019.

### Novella
- Sull'orlo del precipizio, Palermo, Sellerio, 2015.

#### Raccolte contenenti racconti o romanzi
- Cinque indagini romane per Rocco Schiavone, Palermo, Sellerio, 2016. (contiene i racconti presenti nelle antologie Capodanno in giallo, Ferragosto in giallo, Regalo di Natale, Carnevale in giallo, Vacanze in giallo)
- L'anello mancante. Cinque indagini di Rocco Schiavone, Palermo, Sellerio, 2018. (contiene i racconti presenti nelle antologie Turisti in giallo, La crisi in giallo, il calcio in giallo, Viaggiare in giallo, Un anno in giallo)
- Rocco Schiavone. Volume I, Palermo, Sellerio, 2019. (contiene i romanzi Pista Nera, la Costola di Adamo, Non è stagione)
- I primi casi di..., Palermo, Sellerio, 2020. (contiene il romanzo Pista nera)